# Prassano Faraggi - Patsos - Sfakoryakο Rema - Paralia Rethumnou kai ekvοli Gerοpοtamou, akr. Lianos Kavοs - Perivolia
Prassano Faraggi - Patsos - Sfakoryakο Rema - Paralia Rethumnou kai ekvοli Gerοpοtamou, akr. Lianos Kavοs - Perivolia este o arie protejată (arie specială de conservare — SAC, sit de importanță comunitară — SCI) din Grecia întinsă pe o suprafață de 13.130,11 ha, integral pe uscat.

## Localizare
Centrul sitului Prassano Faraggi - Patsos - Sfakoryakο Rema - Paralia Rethumnou kai ekvοli Gerοpοtamou, akr. Lianos Kavοs - Perivolia este situat la coordonatele 35°15′48″N 24°35′26″E / 35.263417°N 24.590552°E.

## Înființare
Situl Prassano Faraggi - Patsos - Sfakoryakο Rema - Paralia Rethumnou kai ekvοli Gerοpοtamou, akr. Lianos Kavοs - Perivolia a fost declarat sit de importanță comunitară în aprilie 1997 pentru a proteja 1 specie de plante și 3 specii de animale. Situl a fost protejat și ca arie specială de conservare în martie 2011.

## Biodiversitate
Situată în ecoregiunile marină mediteraneană și mediteraneană, aria protejată conține 23 de habitate naturale: Bancuri de nisip acoperite în permanență slab de apă marină, Straturi cu Posidonia (Posidonion oceanicae), Recifuri, Vegetație anuală la limita mareei, Faleze cu vegetație de Limonium spp. endemic de pe coastele mediteraneene, Dune mobile cu vegetație embrionară, Dune cu vegetație ierboasă Malcolmietalia, Dune cu tufărișuri sclerofile Cisto-Lavenduletalia, Râuri mediteraneene cu debit permanent și vegetație de Glaucium flavum, Râuri mediteraneene cu debit permanent cu specii de Paspalo-Agrostidion și galerii riverane de Salix și de Populus alba, Tufărișuri termo-mediteraneene și de pre-deșert, Sarcopoterium spinosum phryganas, Phrygana endemică cu Euphorbio-Verbascion, Pseudostepă cu ierburi și specii anuale de Thero-Brachypodietea, Pajiști umede mediteraneene cu ierburi înalte de Molinio-Holoschoenion, Mlaștini calcaroase cu Cladium mariscus și specii de Caricion davallianae, Mlaștini alcaline, Pante stâncoase calcaroase cu vegetație casmofită, Păduri de Platanus orientalis și Liquidambar orientalis (Platanion orientalis), Galerii și tufărișuri riverane sudice (Nerio-Tamaricetea și Securinegion tinctoriae), Păduri de Quercus brachyphylla din zona Mării Egee, Păduri de Olea și Ceratonia, Păduri de Quercus ilex și Quercus rotundifolia.
La baza desemnării sitului se află mai multe specii protejate:
- plante (1): Origanum dictamnus
- reptile (3): Chelonia mydas, Mauremys rivulata, elaphe situla (Zamenis situla)

Pe lângă speciile protejate, pe teritoriul sitului au mai fost identificate 14 specii de plante, 3 specii de amfibieni, 5 specii de mamifere, 1 specie de nevertebrate, 6 specii de reptile.